# Kaliumhexafluorosilicat
Kaliumhexafluorosilicat ist eine anorganische chemische Verbindung des Kaliums aus der Gruppe der Hexafluorosilicate und das Kaliumsalz der Hexafluorokieselsäure.

## Vorkommen
Kaliumhexafluorosilicat kommt natürlich in Form der Minerale Hieratit und Demartinit vor.

## Gewinnung und Darstellung
Kaliumhexafluorosilicat kann durch Reaktion von Hexafluoridokieselsäure mit Kaliumhydroxid oder Kaliumchlorid gewonnen werden.
{\displaystyle \mathrm {2\ KCl+H_{2}[SiF_{6}]\longrightarrow K_{2}[SiF_{6}]+2\ HCl} }

## Eigenschaften
Kaliumhexafluorosilicat ist ein weißer Feststoff, der schwer löslich in Wasser ist. Er zersetzt sich bei Erhitzung oder in heißem Wasser, wobei Fluorwasserstoff und Siliciumtetrafluorid entstehen. Er ist ohne Zersetzung schmelzbar unter Zusatz von Kaliumfluorid. Er besitzt eine kubische Kristallstruktur mit der Raumgruppe Fm3m (Raumgruppen-Nr. 225). Es ist auch noch eine zweite Modifikation mit der Raumgruppe P63mc (Raumgruppen-Nr. 186) bekannt.

## Verwendung
Kaliumhexafluorosilicat wird bei der Herstellung von Porzellan und auch für die Konservierung von Holz verwendet. Es ist an der Herstellung von Keramik, Aluminium und Magnesiumschmelzen beteiligt und dient darüber hinaus als Zwischenprodukt bei der Herstellung von optischem Glas.